# Sēlpils

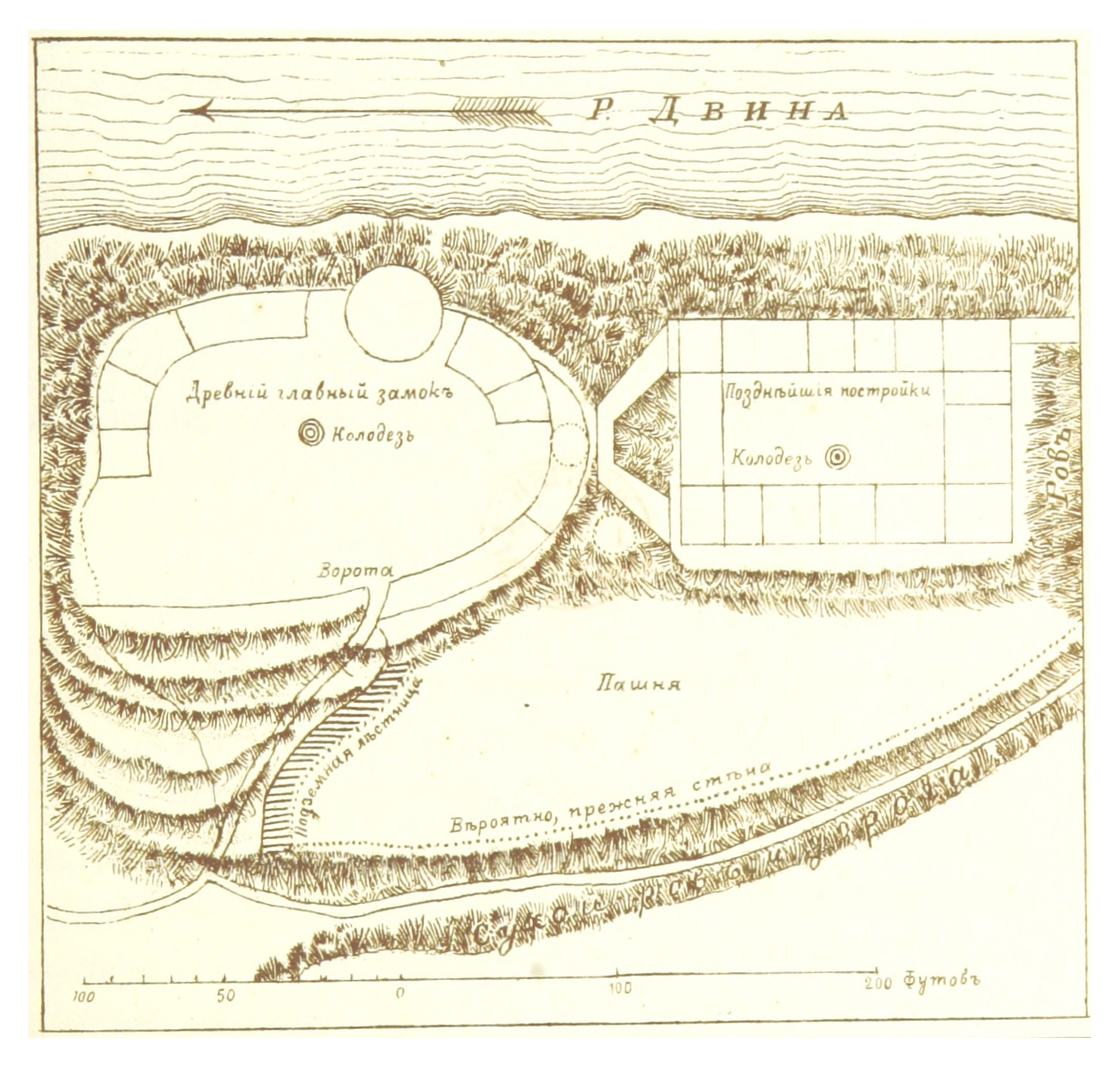
Ruiny castrum Selonum ok. 1880

Sēlpils lub Sēļpils (łac. castrum Selonum, "zamek Zelonów", lit. Sėlpilis, niem. Selburg, pol. Zelburg) – niegdyś militarne i polityczne centrum historycznej krainy Selonia, położonej nad Bałtykiem – na terenie dzisiejszej północnej Litwy i południowej Łotwy na wschód od Semigalii na lewym brzegu Dźwiny.
Archeologiczne dowody wskazują, że Sēlpils znajdowało się 17 km na północny zachód od współczesnego Jēkabpils i była znaczącym ośrodkiem osadnictwa w X–XIII wieku. Wykorzystywane było jako baza wypadowa Selonów i ich litewskich sojuszników do najazdów na ziemie Łatgalów i Liwów. Sēlpils zostało po raz pierwszy wspomniane w Kronice Henryka Łotysza, która opisuje zajęcie grodu przez kawalerów mieczowych i ich schrystianizowanych, liwońskich sojuszników w 1208. 
Sēlpils był krótko na siedzibą biskupstwo selońskiego (1218–1226), a następnie znalazł się pod władzą zakonu kawalerów mieczowych, który wzniósł tu ufortyfikowaną siedzibę wójta zakonu. Umocnienia zostały one zniszczone przez  Szwedów w 1704, podczas wojny północnej. Do czasów współczesnych zachowały się jedynie ślady fundamentów.

## Zobacz
- Inflanty

## Literatura
- Edgars Andersons, Sēlija, w: Latvju enciklopēdija 1962-1982, Lincoln: American Latvian Association, 1983-1990
- Vytautas Kazakevičius: "Selonian archaeological sites in Lithuania"